# Tendeñera
Tendeñera este o arie protejată (arie specială de conservare — SAC, sit de importanță comunitară — SCI) din Spania întinsă pe o suprafață de 12.814,66 ha, integral pe uscat.

## Localizare
Centrul sitului Tendeñera este situat la coordonatele 42°39′45″N 0°13′19″W / 42.6625°N 0.221833°V.

## Înființare
Situl Tendeñera a fost declarat sit de importanță comunitară în aprilie 2000 pentru a proteja 1 specie de plante și 9 specii de animale. Situl a fost protejat și ca arie specială de conservare în februarie 2021.

## Biodiversitate
Situată în ecoregiunile alpină și mediteraneană, aria protejată conține 22 de habitate naturale: Lande oro-mediteraneene cu formațiuni endemice de grozamă, Păduri montane și subalpine de Pinus uncinata (* dezvoltate pe substrat gipsos sau calcaros), Pajiști uscate seminaturale și facies de acoperire cu tufișuri pe substraturi calcaroase (Festuco-Brometalia) (* situri importante pentru orhidee), Formațiuni de Juniperus communis pe lande sau pajiști calcaroase, Pajiști alpine și subalpine calcaroase, Păduri de fag din Europa Centrală dezvoltate pe sol calcaros cu Cephalanthero-Fagion, Grohotișuri termofile și vest-mediteraneene, Ghețari permanenți, Păduri iberice de Quercus faginea și Quercus canariensis, Râuri de munte și vegetația lor lemnoasă cu Salix elaeagnos, Pajiști silicioase din Pirinei cu Festuca eskia, Formațiuni montane de Cytisus purgans, Peșteri inaccesibile publicului, Fânețe de joasă altitudine (Alopecurus pratensis, Sanguisorba officinalis), Pante stâncoase calcaroase cu vegetație casmofită, Mlaștini alcaline, Păduri pe pante, grohotișuri și ravene de Tilio-Acerion, Pajiști cu Molinia pe soluri calcaroase, turboase sau argilos-nămoloase (Molinion caeruleae), Păduri de fag Asperulo-Fagetum, Matorral arborescenți cu Juniperus spp., Pante stâncoase silicioase cu vegetație casmofită, Liziere de ierburi înalte hidrofile de câmpie și de nivel montan până la alpin.
La baza desemnării sitului se află mai multe specii protejate:
- plante (1): Buxbaumia viridis
- mamifere (4): liliac cârn (Barbastella barbastellus), Galemys pyrenaicus, vidră de râu (Lutra lutra), liliacul mic cu potcoavă (Rhinolophus hipposideros)
- nevertebrate (5): croitorul mare al stejarului (Cerambyx cerdo), Euplagia quadripunctaria, Graellsia isabellae, rădașcă (Lucanus cervus), Rosalia alpina

Pe lângă speciile protejate, pe teritoriul sitului au mai fost identificate 28 de specii de plante, 30 de specii de păsări, 5 specii de amfibieni, 6 specii de mamifere, 3 specii de nevertebrate, 1 specie de pești, 2 specii de reptile.